# Petosiris und Nechepso
Petosiris und Nechepso (häufig auch Nechepsos; altgriechisch Πετόσιρις und Νεχεψῶ) sind die pseudoepigraphischen Autoren von frühen Texten der hellenistischen Astrologie. Die Schriften des Nechepso und Petosiris standen in der Antike in hohem Ansehen und wirkten stark auf die hellenistische Astrologie späterer Zeiten und von da aus auf die weitere Entwicklung der Astrologie bis in die Gegenwart. Trotz dieser Wertschätzung sind von ihren Schriften nur Fragmente als Zitate bei späteren Autoren erhalten.
Petosiris und Nechepso stehen dabei in der Überlieferungskette zwischen den halbgöttlichen Gestalten des Hermes Trismegistos und Äskulap, die als Begründer der Astrologie galten, und den „modernen“ Autoren wie Vettius Valens, die ab dem 1. Jahrhundert die alten Schriften interpretierten, kommentierten und kompilierten – auf der einen Seite noch halb im Bereich des Sagenhaften und Legendären, auf der anderen aber schon nah genug an der eigenen Zeit, um sie in einzelnen Punkten zu kritisieren und ihnen Unverständlichkeit in der Darstellung vorzuwerfen.

## Namen
Die beiden Namen Petosiris und Nechepso werden fast immer zusammen genannt. Nechepso wurde von Valens „gelehrter König“ genannt, an anderer Stelle nennt Valens auch Petosiris „König“. Nechepsos war ein wenig bekannter ägyptischer Pharao des 7. Jahrhunderts v. Chr. und Petosiris ein Hohepriester des Thot des 4. Jahrhunderts v. Chr. in Hermopolis Magna. Eine Verbindung dieser durch einen erheblichen zeitlichen Abstand getrennten Personen zur Astrologie war stets unklar.
2011 veröffentlichte der Ägyptologe Kim Ryholt jedoch eine Theorie, der zufolge Nechopsis eine andere Schreibung für den Namen von Necho II. ist, einem bedeutenden Pharao der 26. Dynastie, der unter anderem Herodot zufolge die Erstumsegelung Afrikas befahl. Weiter führt Ryholt zwei demotische Papyri des 1. oder 2. Jahrhunderts aus der Tempelbibliothek von Tebtynis an, deren Text eine Einleitung zu einem astrologischen Lehrwerk darstellt, worin berichtet wird, dass hinter einem aus einer Mauer gefallenen Steinblock ein Papyrus entdeckt wurde, der nur von einem Weisen namens Petesis entziffert werden konnte. Der entzifferte Text erweist sich als eine von niemand anderem als dem sagenhaften Imhotep verfasste astrologische Abhandlung. Petesis übergibt dann den Text seinem König Nechepsos.
Weiter führt Ryholt aus, dass nach einem Pariser Papyrus Hermes und Asklepios die Lehrer von Necheus (wieder eine andere Schreibung von Necho) und Petosiris gewesen seien. Dabei wird Asklepios in griechischer Interpretation identifiziert mit Imouthes, dem Sohn des Hephaistos, also mit Imhotep, dem Sohn des Ptah. Hermes bzw. Hermes Trismegistos wiederum wird traditionell mit dem ägyptischen Toth identifiziert. Auf diese Weise hätte man eine ägyptische Entsprechung der hellenistischen astrologischen Tradition. Letzterer zufolge waren Petosiris und Nechepsos die Überlieferer der von Hermes und Asklepios stammenden uralten astrologischen Weisheit. Diesen würden dann in der ägyptischen Interpretation Petesis und Necho II. entsprechen, welche Weisheit des von Toth belehrten Imhotep überlieferten.
Wie dem auch sei, unabhängig von diesen mehr oder minder historischen Personen ist davon auszugehen, dass ein einzelner Autor die zur Zeit der Entstehung längst legendären Namen Petosiris und Nechepso mit seinen pseudoepigraphischen Schriften verknüpfte, eine im esoterischen Schrifttum der Antike weit verbreitete Praxis, eigene Schriften unter dem Namen bekannter Personen zu veröffentlichen, um ihnen ein größeres Gewicht zu geben.

## Schriften
Man nimmt an, dass die Schriften im späten 2. oder frühen 1. Jahrhundert v. Chr. entstanden sind, erste Zitate gibt es aus dem frühen 1. Jahrhundert bei Thrasyllos.
Dem byzantinischen Lexikon Suda zufolge soll Petosiris der Autor von Schriften über die Götter, die Astrologie und die ägyptischen Mysterien gewesen sein. Als Titel werden Astrologische Gegenstände (Ἀστρολογούμενα Astrologoumena) und Über die ägyptischen Mysterien (Περὶ τῶν πὰρ’ Αἰγυπτίοις μυστηρίων Peri tōn par’ Aigyptiois mystēriōn) genannt. Vettius Valens erwähnt ein Werk des Petosiris mit dem Titel Horoi (Ὅροι), was hier „Begriffsbestimmungen“ bedeuten könnte.

## Kreis des Petosiris

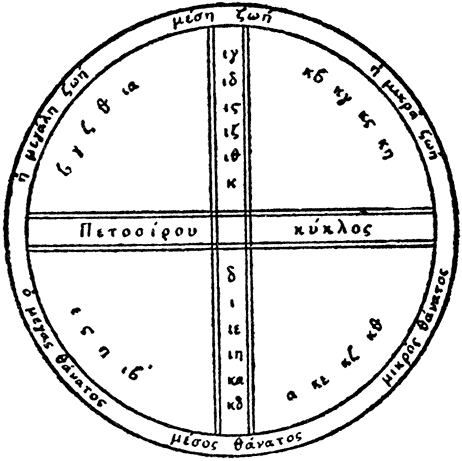
Kreis des Petosiris (BNF Ms. 2419 fol. 32)

Die Name des Petosiris erscheint auch in Zusammenhang mit einer vor allem im Mittelalter verbreiteten Wahrsagetechnik, die als Kreis des Petosiris bezeichnet wird, mit zahlreichen Varianten, manchmal auch  „Sphäre von Leben und Tod“, „Kreis des Demokrit“, „Kreis des Pythagoras“ usw. genannt.
Bei diesem Verfahren werden mittels Numerologie und eines Diagramms die Lebens- bzw. Todesaussichten eines Patienten oder einer anderen Person in einer kritischen Situation bestimmt, zum Beispiel die Siegesaussichten eines Gladiators.

## Ausgabe
- Ernst Riess: Nechepsonis et Petosiridis fragmenta magica. Philologus-Supplementband 6. Diederich, Göttingen 1892, S. 325–394, Digitalisat (zugleich Dissertation Bonn 1890, Digitalisat).